# Ludwigslusts slott

Ludwigslusts slott (Schloss Ludwigslust) är ett slott i staden Ludwigslust i det tyska förbundslandet Mecklenburg-Vorpommern. Slottsanläggningen  uppfördes åren 1772 till 1776 på uppdrag av hertigen Fredrik II av Mecklenburg-Schwerin och gestaltades i senbarock efter ritningar av arkitekt Johann Joachim Busch. 
Slottet räknas till det största av sitt slag i hela Nordtyskland och kallas även ”Mecklenburgs Versailles”. I dag ägs och förvaltas Schloss Ludwigslust av Mecklenburg-Vorpommern.

## Jaktslottet
Namnet Ludwigs Lust (Ludvigs nöje) härrör från hertig Christian Ludvig II av Mecklenburg-Schwerin, som mellan 1731 och 1735 lät uppföra ett jaktslott i de skogrika områdena vid byn Klenow sedan hans slott i Grabow brunnit ner. Till sin arkitekt utsåg han Johann Friedrich Künnecke. Denne ritade en enplansbyggnad i fackverk med fem fönsteraxlar och en tvåvånings mittrisalit. I öst och väst anordnade han flygelbyggnader. För att hedra hertig Christian Ludvig kallades jaktslottet i Klenow efter år 1754 för ”Ludwigs-Lust”.

## Schloss Ludwigslust
Hertig Christian Ludvigs efterträdare och son, Fredrik II av Mecklenburg-Schwerin, började gradvis att flytta huvudresidenset från Schwerin till Ludwigslust. I mitten av 1700-talet beslöt han att låta uppföra en ny slottsbyggnad och utse en ny residensort. Slottet ritades av hovbyggmästaren och arkitekten Johann Joachim Busch och stod färdigt år 1776. Inredningsarbetena för cirka 100 slottsrum avslutades under 1780-talet. 
Slottsbyggnadens grundplan har formen av ett E med sina tre flyglar mot parkanläggningen. Byggnaden består av tre våningar samt en lägre attikavåning och är huvudsakligen uppfört i murtegel med fasaderna klädda i sandsten (Elbsandstein). Huvudfasaden mot syd mäter 70 meter och är uppdelat i 17 fönsteraxlar med en tydlig markerad frontespis i tre axlar. Takkanten kröns av bland annat 40 figurer huggna i sandsten. De har övernaturlig storlek och visar allegoriska scener.
Interiört märks särskild gyllene salen (Goldener Saal) som utgör byggnadens medelpunkt och centrum. Rummet har en storlek av 300 kvadratmeter och smyckas bland annat av tolv våningshöga kolonner i korintisk ordning. Gyllene salen är färgsatt i vita och gyllene nyanser. Bland övriga rum kan nämnas hertigens förgemak vars väggar pryds av en unik porträttsamling visande familjemedlemmar och hovets medarbetare. Konstnären hann bara med ansikten medan överkropparna förblev ofullbordade.

### Interiörbilder

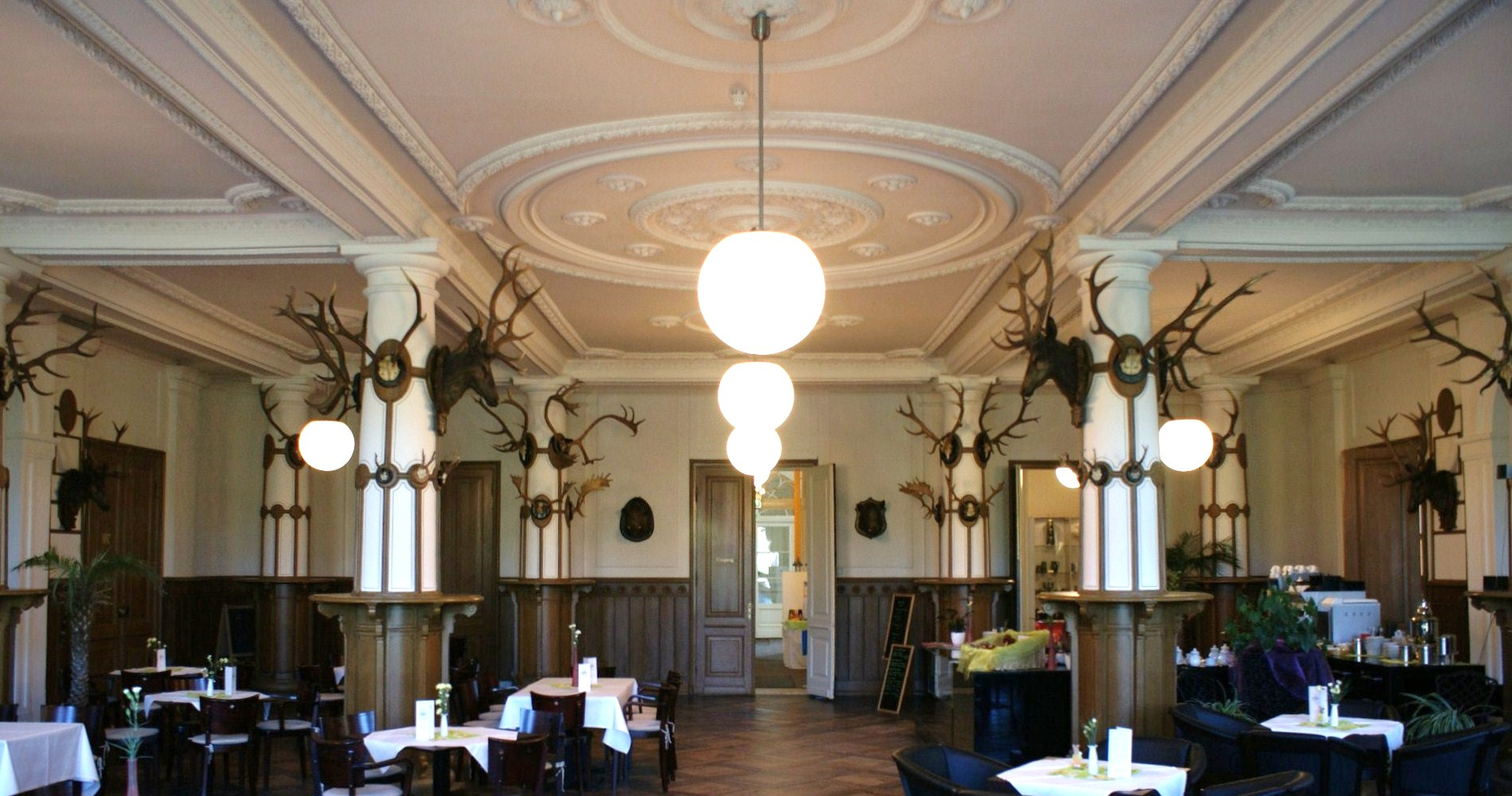
Jaktsalongen
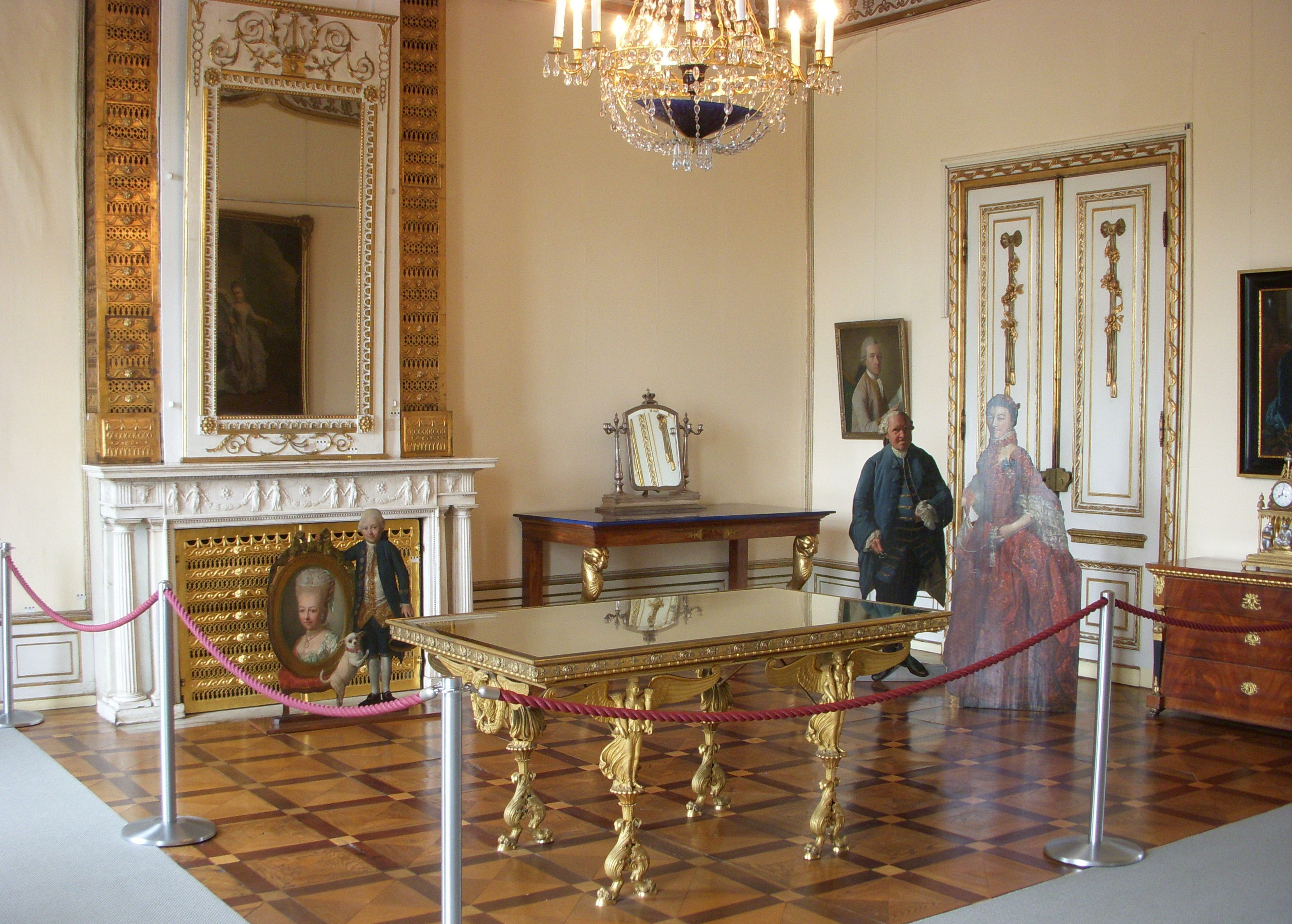
Hertiginnans sängkammare
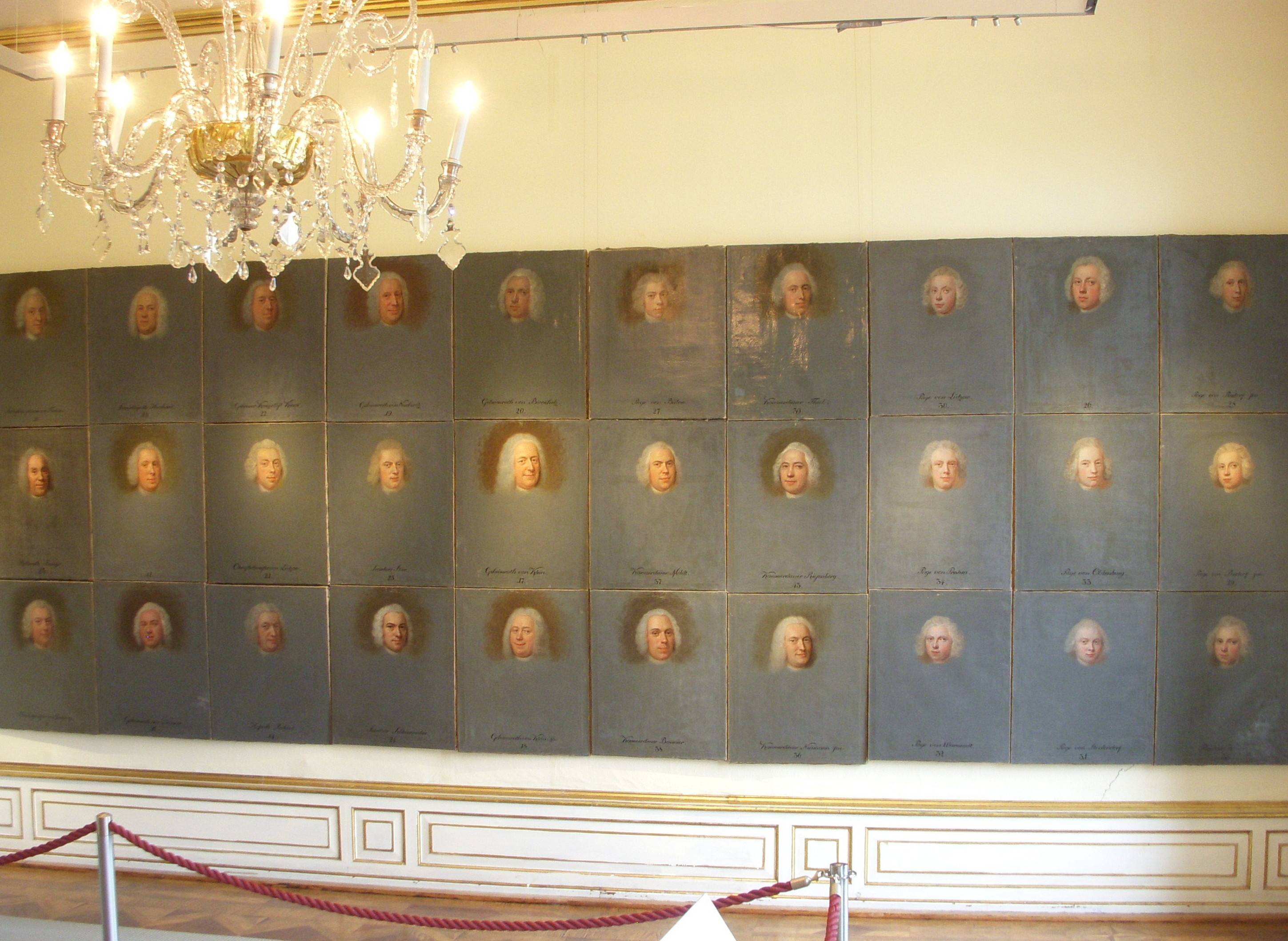
Förgemak med porträttsamlingen
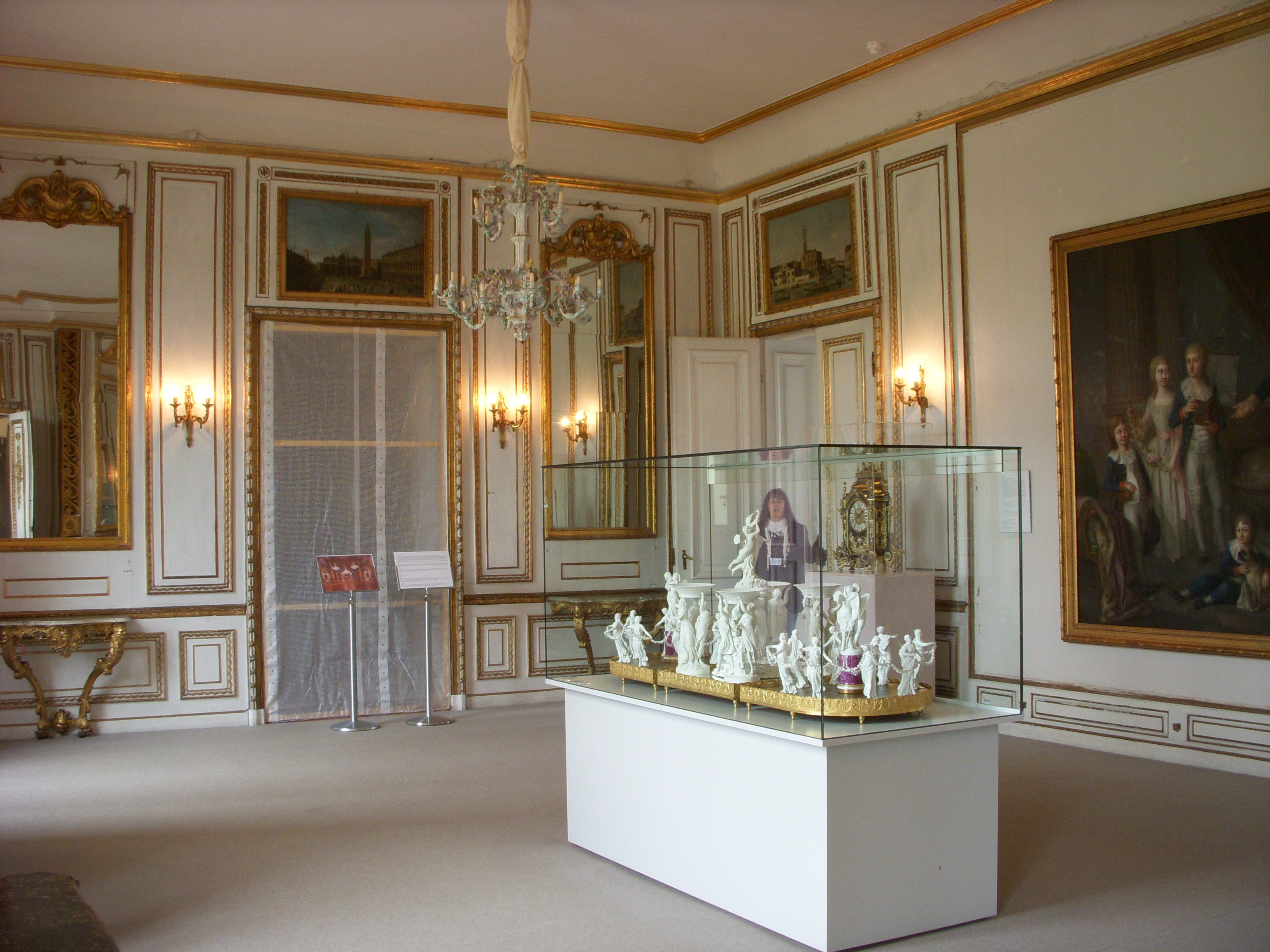
Matsalen

Samtidigt med slottsanläggningen tillkom andra byggnader, till exempel slottskyrkan (1765), huvudgatan (Schlossstraße) med talrika byggnader samt byggnaderna kring spegeldammen (Bassin) belägen mellan slottet och slottsparken. Mot nordväst anlades den cirka 28 kilometer långa Ludwigslusts kanal. Så småningom byggdes ännu fler bostadshus och vägar och den lilla byn Klenow med sitt jaktslott förvandlades slutligen till residensorten Ludwigslust.  
Det gamla jaktslottet revs 1777 och 1848–1849 fick jaktslottets flygelbyggnader ge vika för nya ekonomibyggnader. Fredrik Frans I av Mecklenburg-Schwerin övertog anläggningen efter Fredrik II:s död år 1785. Han lät omvandla den då påbörjade barockträdgården till en engelsk park och utökade stadsbebyggelsen ytterligare.
Ludwigslust var det officiella hertigliga residenset i Mecklenburg från 1763 fram till 1837. År 1837, efter Fredrik Frans I:s död, flyttades residenset tillbaka till Schwerin, men Ludwigslust förblev även framöver sommarresidenset för de mecklenburgska hertigarna.

### Exteriörbilder

Trädgårdsfasaden
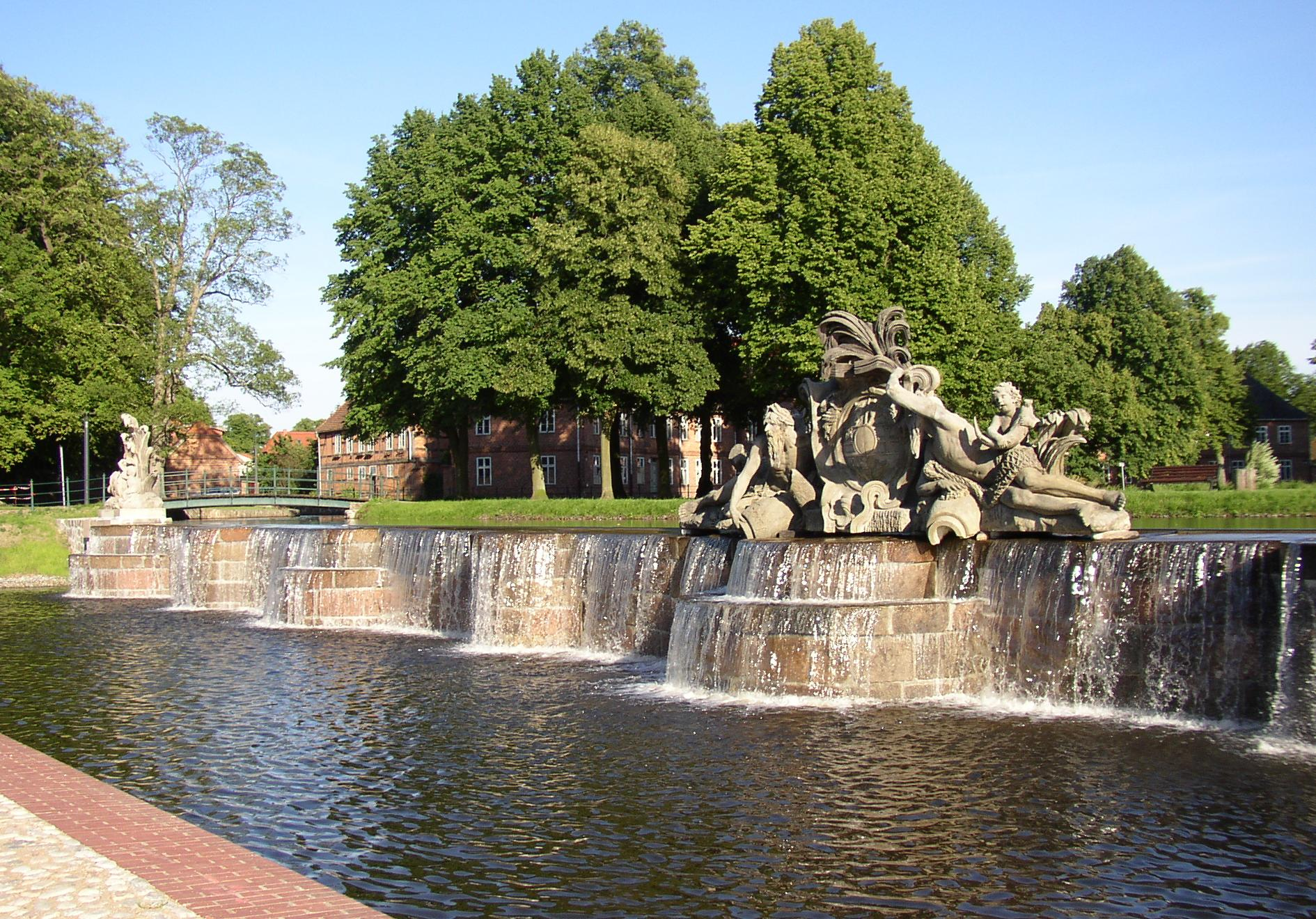
Stora kaskaden framför slottet
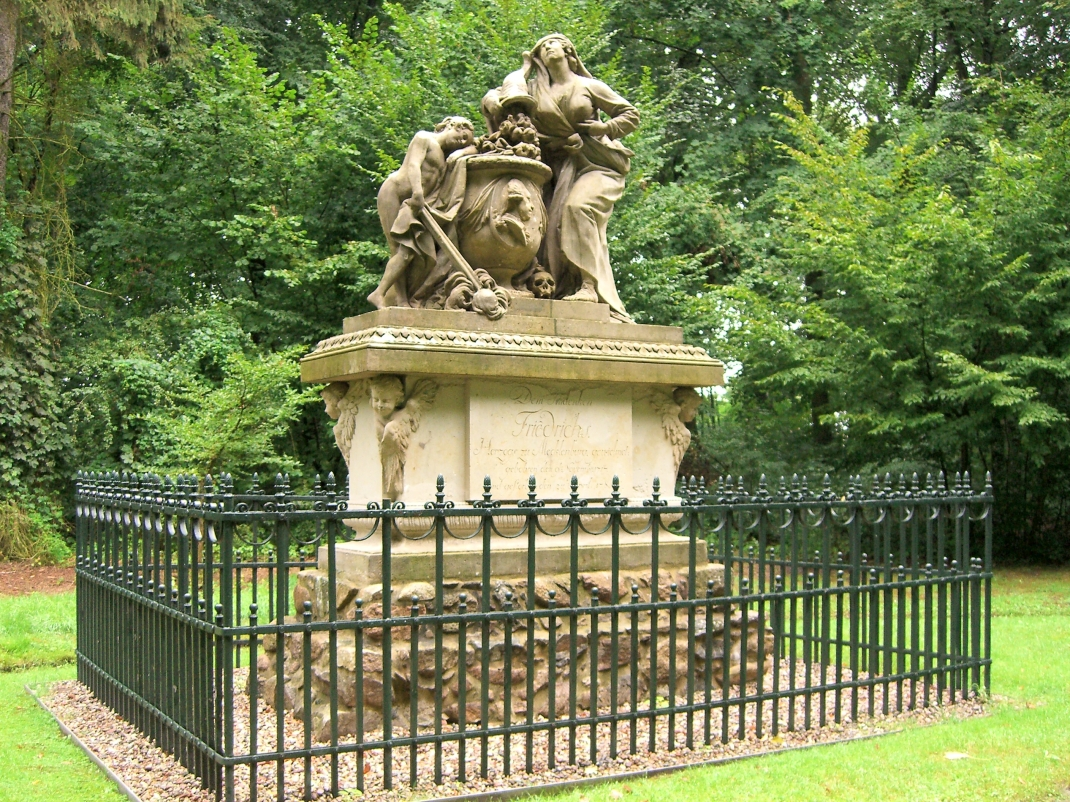
Minnesstod över Fredrik II av Mecklenburg-Schwerin
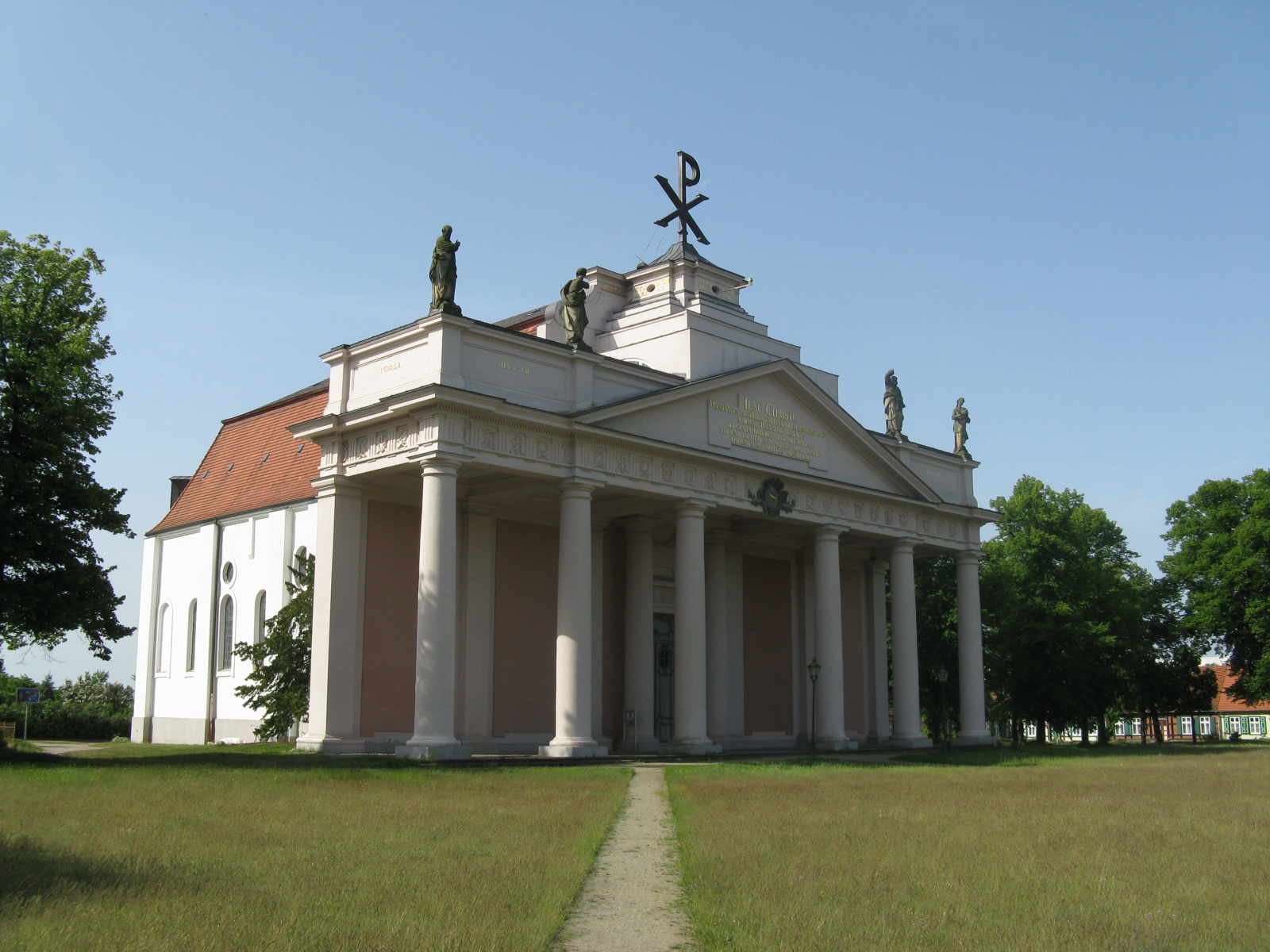
Slottskyrkan, numera Ludwigslusts stadskyrka

## Nyare historik

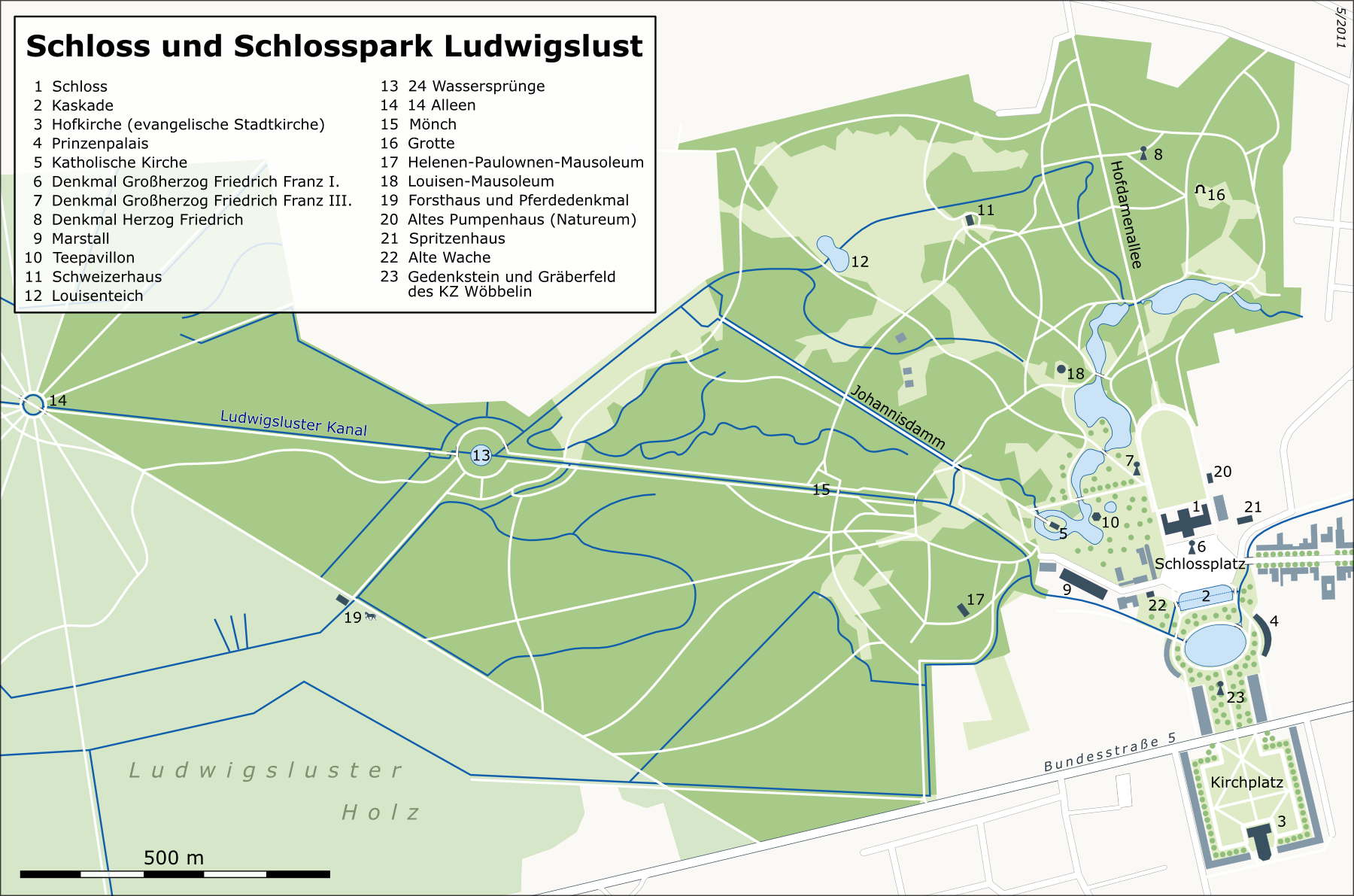
Slottet och parken år 2011

Under 1800-talets andra hälft beboddes slottet enbart sporadiskt och stora delar av slottets konstsamling flyttades till Schwerin.  Från och med 1922 kunde delar av slottet öppnas för allmänheten och beboddes av Fredrik Frans IV av Mecklenburg-Schwerin med familj. Schloss Ludwigslust klarade andra världskriget utan skador och ockuperades till en början av  västallierade  trupper. Det bidrog till att Ludwigslust slapp den plundring  som många andra slott och herresäten blev utsatta för av Röda armén.  
Under efterkrigstidens första år hade Röda arméns lokala garnison sitt högkvarter på slottet. År 1947 exproprierades Fredrik Frans IV:s familj och byggnaden nyttjades därefter av DDR:s statliga organ. År 1986 togs den tidigare museiverksamheten i delar av byggnaden upp igen sedan slottet och parken ställdes under förvaltning av museet Staatliches Museum Schwerin.
I dag ägs och förvaltas Schloss Ludwigslust av förbundslandet Mecklenburg-Vorpommern som för närvarande (2006–2016) låter renovera och restaurera byggnaden in- och utvändigt. Restaureringen finansieras delvis med hjälp av EU-medel. Restaureringen av barockfasaden blev färdig år 2006. Under ombyggnadstiden kan vissa av slottets rum besökas av allmänheten. 
Till slottets omfattande konstsamling hör verk av bland andra Jean-Antoine Houdon, Jean-Baptiste Oudry, Frans van Mieris den äldre och Georg David Matthieu samt värdefulla möbler, klockor, speglar och Meissenporslin. I festvåningen visar Staatliches Museum Schwerin konst och boendekultur från det sena 1700- och tidiga 1800-talets hovliv.